# Nationaal Overleg Orgaan Competitieroeien
Het Nationaal Overleg Orgaan Competitieroeien is de overkoepelende organisatie die de landelijke roeicompetitie aanstuurt en stimuleert. Het NOOC fungeert bovenal, in aanloop naar en tijdens wedstrijden, als aanspreekpunt voor roeiers en roeibesturen. Verder wordt de grootste roeibokaal van Nederland, de NOOC C4+ bokaal waaraan zo’n 2000 roeiers uit het hele land deelnemen, door het NOOC gecoördineerd.